# 4FUN
4FUN es un grupo musical lituano que toca diversos estilos de música como el rock, pop rock, country entre otros. El grupo se formó en el año 2001. 
4FUN participó en los años 2005 y 2006 en la preselección lituana para el Festival de la Canción de Eurovisión sin lograr resultados muy altos. Sin embargo en el año 2007 ganan la preselección con la canción romántica «Love or Leave» (Amas o dejas) por lo que participarán en el Festival de la Canción de Eurovisión 2007 en Helsinki. 

## Miembros
- Julija Ritčik - vocal, guitarra acústica
- Justas Jasenka - vocal, guitarra eléctrica
- Rimantas Jasenka - bajo
- Laimonas Staniulionis - instrumentos de percusión

## Discografía
- "Gyvas" (Vivo) - 2004